# Ile-Ife
Ile-Ife (Ilé-Ifẹ̀; Ifé) ist die heilige Stadt der Yoruba mit 186.856 Einwohnern. Sie liegt im Bundesstaat Osun im Südwesten Nigerias und ist Sitz der Obafemi Awolowo Universität. Der ranghöchste König der Yoruba, der Oòni, hat hier seinen Palast.

## Mythos vom Ursprung der Welt

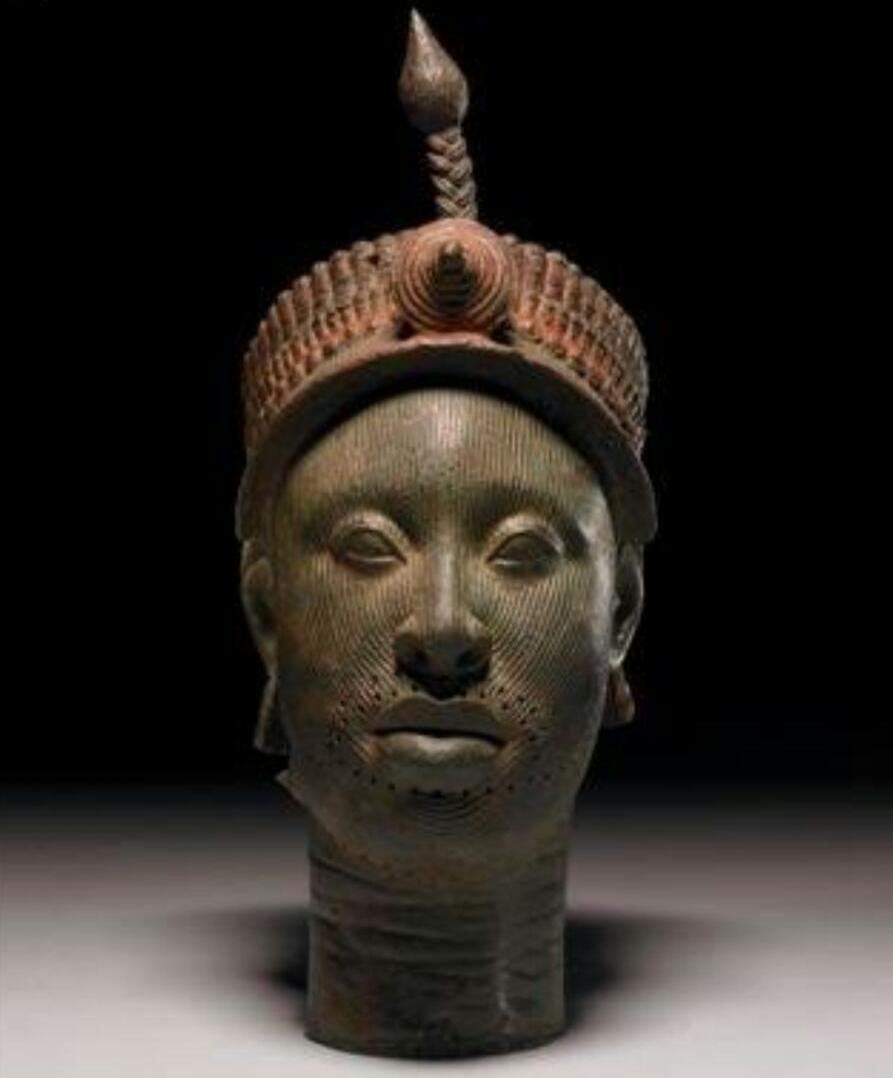
Messingbüste eines Oòni von Ife aus dem 14./15. Jahrhundert, im Bestand des Britischen Museums.

Nach dem wichtigsten Mythos von Ile-Ife soll die Welt hier erschaffen worden sein. Der Hochgott Olúdumàrè hatte zunächst seinem Sohn Obàtálá den Auftrag zur Schöpfung der Erde auf dem Urozean erteilt, doch dieser betrank sich mit Palmwein. Als Odùduwà, der ihm nachgeschickt worden war, seinen Bruder den Rausch ausschlafen sah, entwendete er ihm die Tasche mit den Schöpfungsinstrumenten und schuf an seiner Stelle die trockene Erde: Er streute Sand aus der Schöpfungstasche auf das Urwasser und der mitgebrachte Hahn zerkratzte den Sand und dehnte so das Land über dem Wasser aus. Bis heute streiten sich die Mitglieder einzelner Clans der Stadt – die sich traditionell als Nachkommen bestimmter Götter betrachten – darüber, ob nicht auch Obàtálá einen gewissen Anteil an der Schöpfung hatte. Das von den meisten Clans von Ile-Ife gefeierte Itapa-Neujahrsfest besteht zum Teil in einer kultdramatischen Reaktualisierung des uranfänglichen Schöpfungsgeschehens. Der Name Ilé-Ifẹ̀ ist eine Anspielung an diese Mythen: ilé – „Haus/Ort“ und ifẹ̀ – „zerkratzen, zerstreuen“. Es heißt auch, Obatala habe die Menschen hier aus Ton erschaffen. Entsprechend diesen Schöpfungsmythen pflegen die traditionellen Priester der Stadt noch heute ihre Kultfeste nach ihrem Verständnis zum Wohl der gesamten Menschheit.

## Legendäre Geschichte
Parallel zum Schöpfungsmythos gibt es in Oyo die Legende, der zufolge Oduduwa aus Mekka fliehen musste. Er wanderte dann über Bornu und Gobir ins Yorubaland ein, wo er sich an dem noch unbewohnten Ort von Ile-Ife niederließ. Später sei es zu einem Konflikt zwischen ihm und Obatala gekommen, in dessen Verlauf Obameri, der General Oduduwas, Obatala aus der Stadt vertrieben haben soll. Diese Verbannung ins Exil ist noch heute das Hauptthema der Kultdramatik des Itapa-Festes. Andererseits heißt es, die sieben oder sechzehn Söhne oder Enkel Oduduwas seien von Ile-Ife ausgezogen, um die restlichen Yoruba-Staaten, sowie auch das Königreich Benin zu gründen. Oranmiyan soll zugleich der Gründer von Oyo und von Benin gewesen sein.

## Rekonstruierte Geschichte
Die ältesten archäologischen Spuren von Ile-Ife führen zurück ins 4. Jahrhundert v. Chr. Kulturelle Parallelen und die Ursprungslegende von Oyo deuten auf eine Abwanderung der Staatengründer aus dem alten Vorderen Orient am Ende des 7. Jahrhunderts v. Chr. Urbane Strukturen sind seit dem 11. Jahrhundert bezeugt. Die mittelalterliche Glanzzeit der Stadt wird auf das 13. Jahrhundert datiert und ist durch die Tonscherben-Pflasterung von einigen Innenhöfen und Wegen charakterisiert. Ile-Ife war seit ältester Zeit das religiöse Zentrum der Yoruba und einiger benachbarter Staaten, während sich das Reich Oyo nach und nach als politisches Zentrum des Yorubalandes etablierte. Auch Benin gehörte zum kulturellen Einflussgebiet von Ile-Ife, obgleich es außerhalb des Yoruba-Sprachgebietes liegt. Die jüngere Geschichte des Stadtstaates ist besonders durch den Zustrom von Flüchtlingen aus dem Norden infolge des Fulani Dschihad gegen das Oyo-Reich seit 1824 gekennzeichnet. Noch heute sind die in den südwestlichen Vororten von Ile-Ife lebenden Oyo-Flüchtlinge, die Modákéké, nur unzureichend in die Stadt integriert, und bis vor kurzem kam es zu Gewaltausbrüchen.

## Der König(Oòni)
Der Oòni von Ife ist das spirituelle Oberhaupt aller Könige des Yorubalandes. Allerdings ist sein dynastischer Ursprung umstritten. Die heutzutage vom Oòni beanspruchte Abstammung von Oduduwa ist unberechtigt, da er nicht zu den Angehörigen des Oduduwa-Clans gehört. Vielmehr ist der Ooni als eine Instanz anzusehen, die über den traditionellen Konfliktparteien des Schöpfungsdramas steht. Er gilt als letzter der 401 Götter oder orisha der Stadt und als einziger, der fähig ist zu sprechen.
Der zurzeit herrschende König ist Adeyeye Enitan Ogunwusi, der 2015 inthronisiert wurde.

## Plastische Kunst

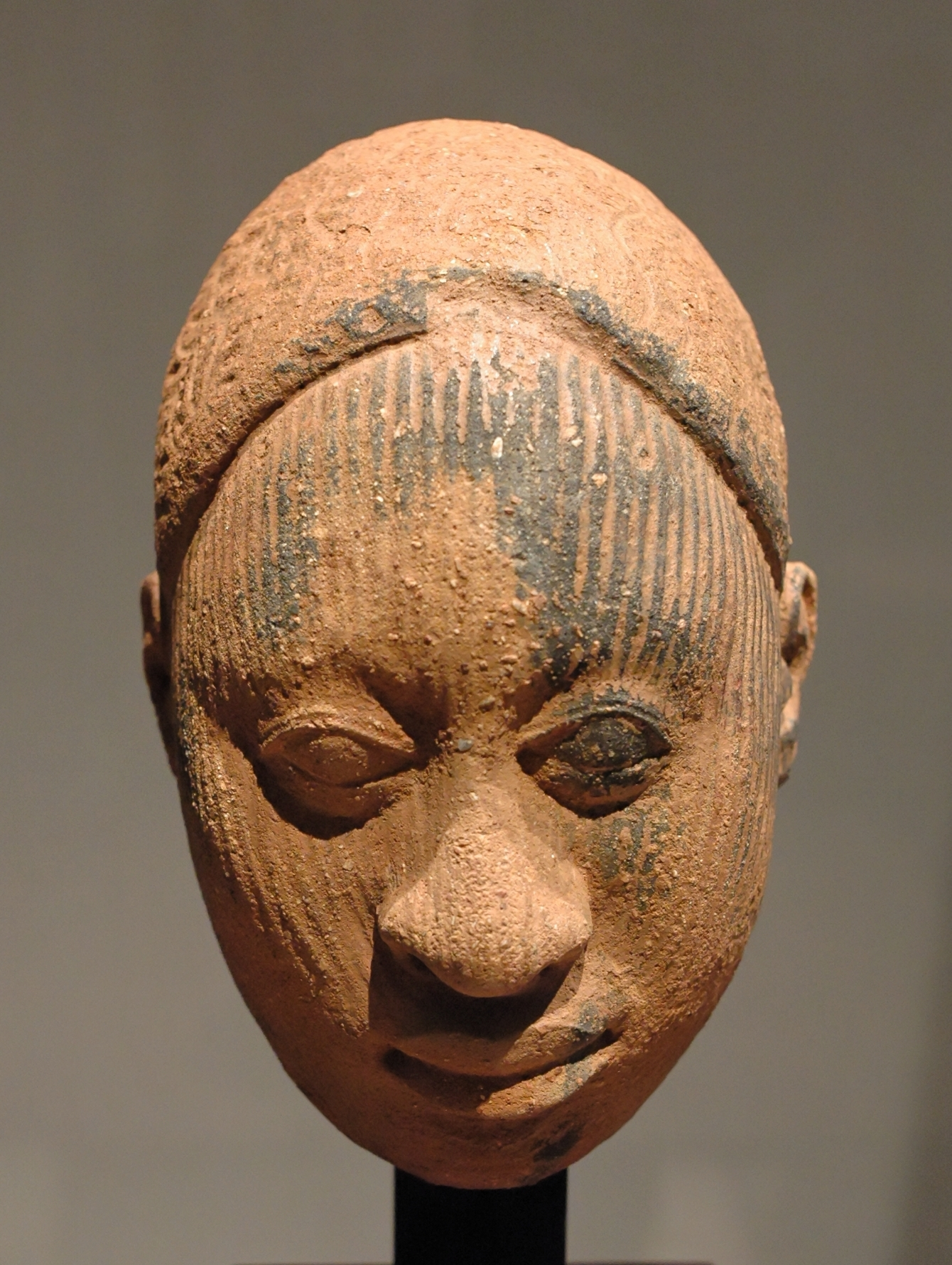
Ife-Terrakotta aus dem 12. bis 14. Jahrhundert

Ile-Ife ist bekannt für seine bis ins 10. Jahrhundert zurückreichenden Skulpturen aus Stein, Terrakotta und Bronze, wobei letztere mit dem Wachsausschmelzverfahren angefertigt wurden. Die meisten der naturalistischen Plastiken sind von großem kunsthistorischem Wert. Der erste europäische Entdecker der naturalistischen Kunstgegenstände war Leo Frobenius. Bei Ausgrabungen im Olokun-Hain im Norden der Stadt und anderen Fundplätzen gelang es ihm 1910, eine Vielzahl von naturalistischen Kunstgegenständen freizulegen, die er durch seine zwei Jahre später erschienene umfassende Veröffentlichung der Außenwelt bekannt machte. Die meisten von ihnen befinden sich heute im Ethnologischen Museum Berlin. Neue wichtige Funde machte Frank Willett 1957 in Ita Yemoo am Nordrand der Stadt. Die wertvollsten Fundstücke aus Ile-Ife sind im National-Museum in Lagos ausgestellt. Weitere Funde sind im Ife-Museum, das sich am Rande des Palastkomplexes befindet, zu sehen.

## Kultdramatik – traditionelle Feste
Für jede der traditionellen 201 oder 401 Gottheiten Ifes feiern die Kultadepten ein Fest, das sich häufig über mehrere Tage erstreckt. Die zum Teil noch heute begangenen Feste erstreckten sich früher auf den ganzen städtischen Raum und bezogen auch heilige Haine außerhalb der Stadt mit ein. Die wichtigsten Feste sind weiterhin das 13-tägige Itapa-Fest für Obatala und Obameri, das 7-tägige Edi-Fest für Moremi und die maskentragenden Oluyare und gleichfalls 7-tägige Olojo-Fest für Ogún. Die Feste sind von großer kultdramatischer Komplexität. Sie involvieren Prozessionen, Kultmahlzeiten, Kulthandlungen in Schreinen, Tempeln, heiligen Hainen in und außerhalb der Stadt, sowie im Palast, bei denen vielfach die Mitglieder verschiedener Kultgruppen interagieren. Beim Itapa-Fest ist eine Verquickung der Schöpfungsmythe und des Mythos vom "sterbenden und wiederauferstehenden Gottes" festzustellen. Im Zentrum all dieser religiös motivierten Feierlichkeiten steht jeweils der Palast und die Person des sakralen Königs (de facto nimmt dieser aber seit mehreren Jahren nicht mehr an den Festen teil).
Trotz Unterstützung durch die lokale Verwaltung führen Christianisierung und Islamisierung in der heutigen Zeit zur fortschreitenden Vernachlässigung der Tradition. Durchdrungen von ihrem Auftrag für alle Menschen, beten die traditionellen Priester weiterhin während der Jahresfeste und bei anderen Gelegenheiten nicht nur für den Segen ihrer Kultgruppe, sondern auch für den der Stadt, der nigerianischen Nation und der ganzen Welt.

## Sehenswürdigkeiten
Zu nennen ist neben dem Ife-Museum in erster Linie der Palast, dessen äußeren Hof Besucher bei freundlicher Bitte ohne Schwierigkeit betreten können. Es ist allerdings ratsam, sich von einem lokalen Übersetzer begleiten zu lassen, um mit den auskunftsfreudigen Palastdienern in Kontakt treten zu können. Sehenswert ist weiterhin der „Stab Oranmiyans“ („Opa Oranmiyan“) im Oranmiyan-Hain im Süden der Stadt. Es heißt, dass Oranmiyan kurz vor seinem Tod seinen Insignien-Stab, nachdem er ihn als tödliche Waffe gegen die Menschen benutzt hatte, auf den Marktplatz warf. Dieser soll sich in den über fünf Meter langen Monolithen verwandelt haben, auf dem eingeschlagene Nägel manchmal als phönizische Buchstaben gedeutet wurden. Das Töpfermuseum im Norden der Stadt ist an der Stelle errichtet worden, an der man die Statuen von Ita Yemoo entdeckt hatte. Von einem gewissen Interesse ist auch der Idena-Hain westlich der Stadt, in dem die Urgottheit Ore verehrt wird. Hier fand man die Statue des sogenannten Idena-Wächters und einige Urtiere aus Stein. Aus Sicherheitsgründen werden diese und andere Objekte, die zum Eigentum der Kultgruppen gehören, heutzutage im Ife-Museum verwahrt.